# 錫爾弗城 (愛達荷州)
錫爾弗城（英語：Silver City）是位於美國愛達荷州奧懷希縣的一個鬼鎮。由於此地已於20世紀被荒廢，本地已無人居住。

## 地理
錫爾弗城的座標為43°01′01″N 116°43′59″W / 43.01694°N 116.73306°W，而該地的平均海拔高度為1551米（即5089英尺）。